# Saint-Cyr-l'École (tổng)
Tổng Saint-Cyr-l'École là một tổng của Pháp, tọa lạc tại tỉnh Yvelines trong vùng Île-de-France của Pháp.

## Phân chia hành chính
Tổng Saint-Cyr-l'École bao gồm trois communes:
- Bois-d'Arcy: 12 064 dân,
- Fontenay-le-Fleury: 12 582 dân,
- Saint-Cyr-l'École: 14 566 dân (thủ phủ của tổng),